# Oļģerts Altbergs
Oļģerts Altbergs (Riga, 6 mei 1921 - Riga, 17 december 1998) was een voormalig Sovjet basketbalspeler en basketbalcoach.

## Carrière
Altbergs begon zijn carrière bij Stars Riga. In 1955 begon hij als dames coach bij Daugava Riga. In 1958 werd Altbergs coach van TTT Riga, de opvolger van Daugava. Hij werd met dat team drie keer Landskampioen van Sovjet-Unie in 1960, 1961 en 1962. Ook won Altbergs drie keer de EuroLeague Women in 1960, 1961 en 1962. Als coach van de Letse SSR won hij één keer de Spartakiad van de Volkeren van de USSR in 1963. In 1963 werd Altbergs coach van het mannen team van VEF Riga. Met VEF werd hij derde om het Landskampioenschap van de Sovjet-Unie in 1966. In 1968 stopte hij.

## Erelijst coach
- Landskampioen Sovjet-Unie: (mannen)
  - Derde: 1966
- Landskampioen Sovjet-Unie: 3 (vrouwen)
  - Winnaar: 1960, 1961, 1962
- EuroLeague Women: 3
  - Winnaar: 1960, 1961, 1962
- Spartakiad van de Volkeren van de USSR: 1
  - Winnaar: 1963